# Niger na Letnich Igrzyskach Olimpijskich Młodzieży 2010
Niger na Letnich Igrzyskach Olimpijskich Młodzieży w Singapurze w 2010 reprezentowało 2 sportowców w 2 dyscyplinach.

## Skład kadry

### Pływanie
- Maimouna Boubacar Badie
  - 100 m na plecach – DSQ
  - 200 m na plecach – DNS

### Szermierka
- Djibrilla Issaka Kondo – 4-15 w 1/8 finału